# Адолф фон Байер
 Адолф фон Байер (на немски: Johann Friedrich Wilhelm Adolf von Baeyer) е германски химик-органик, носител на Нобелова награда за химия за 1905 г.

## Биография
Роден е на 31 октомври 1835 година в Берлин, Германия, най-големият от петте деца в семейството на офицер от пруската армия. Още от малък има интерес към химията, като на 12-годишна възраст прави първото си химическо откритие – нова двойна сол (карбонат на мед и натрий).
След завършване на гимназия, през 1853 постъпва в Берлинския университет, където две години изучава математика и физика. След една година служба в армията Байер става студент в Хайделбергския университет. Изучава химия под ръководството на Роберт Бунзен.
През 1857 г. Байер публикува статия за хлорметана, увлича се по органичната химия и започва работа при Фридрих Август Кекуле в лабораторията му в Хайделберг. Тук Байер изследва органичните съединения на арсена, за което му е присъдена докторска степен.
От 1858 до 1860 г., заедно с Кекуле, работи в Гентския университет в Белгия. След завръщането си в Германия чете лекции по химия в Берлинския технически университет. От 1872 е професор по химия в Страсбургския университет. През 1875 г., след смъртта на известния химик-органик Юстус фон Либих, Байер става негов наследник, заемайки длъжността професор по химия в Мюнхенския университет.
Умира на 20 август 1917 година в Щарнберг на 81-годишна възраст.

## Научна дейност
Първоначално Байер изследва пикочната киселина, а от 1865 г. нататък – структурния състав на индигото, високо ценен в промишлеността. Продължавайки опитите, започнати от френския химик Огюст Лоран през 1841, Байер получава през 1866 изатин, като използва нова технология за възстановяване на индигото чрез нагряването му с прахообразен цинк. Използваният от него метод позволява да се направи по задълбочен структурен анализ отколкото при процеса на окисление, осъществен от Лоран. Анализирайки обратния процес – получаване на индиго чрез окисление на изатин, Байер за пръв път успява да синтезира през 1870 г. индиго, като по този начин прави възможно промишленото му производство.
Докато е професор в Страсбургския университет Байер изучава кондензацията, процес, при който се отделя вода. Кондензирайки групи съединения като алдехидите и фенолите, той и колегите му успяват да изолират няколко имащи важно значение багрилни вещества, по-специално пигментите на зозина, които по-късно Байер синтезира.
Изучаването на оцветителите довежда Байер до изследването на бензола, в чиято молекула шестте въглеродни атоми образуват пръстен. Според неговата теория, заради наличието на други атоми в молекулата, връзките между атомите на въглерода се намират под напрежение и това напрежение определя не само формата на молекулата, но и нейната стабилност. Изследването на бензола го довежда също до разбирането, че структурата на молекулата на бензолната група на ароматните съединения, наречени хидроароматни, е нещо средно между пръстеновидно образувание и структура на молекула на безпръстенен въглеводород. Това негово откритие не само сочи взаимната връзка между дадените три типа молекули, но и дава нови възможности за тяхното изследване.
През 1905 г. получава Нобелова награда за химия „за приноса му в развитието на органичната химия и химичната промишленост, благодарение на неговите изследвания в областта на органичните оцветители и хидроароматните съединения“.